# Saint-Clément-des-Levées
Saint-Clément-des-Levées é uma comuna francesa na região administrativa da Pays de la Loire, no departamento de Maine-et-Loire. Estende-se por uma área de 10,22 km². Em 2010 a comuna tinha 1 118 habitantes (densidade: 109,4 hab./km²).